# Dracy-lès-Couches
Dracy-lès-Couches è un comune francese di 177 abitanti situato nel dipartimento della Saona e Loira nella regione della Borgogna-Franca Contea.

## Società

### Evoluzione demografica
Abitanti censiti